# SNCF Z 22500
Het Z 22500 materieel, vaker MI 2N genoemd, is een type elektrisch dubbeldekker materieel van Transilien, onderdeel van de SNCF, dat uitsluitend gebruikt wordt op Lijn E van de RER. Ze zijn uitgerust met drie brede deuren per wagon per kant om het in- en uitstappen te versnellen op de stations. Het materieel is sterk verwant aan het MI2N Altéo materieel van de RATP, aangezien deze tegelijkertijd ontworpen zijn door de SNCF en de RATP.

## Technische beschrijving
De treinstellen Z 22500 (of MI2N Éole) zijn de versie van SNCF van het materieeltype MI 2N. Het is een nieuwe generatie van forensentreinen, uitsluitend bestemd voor de E lijn van de RER. Ze werden gezamenlijk ontwikkeld door de SNCF en RATP. Er zijn 53 treinen die zijn samengesteld uit vijf rijtuigen, waarvan twee met motoren. Dit in tegenstelling tot de MI2N Alteo, die drie motorwagens heeft in verband met de hoge acceleratie die benodigd is om de dienstregeling te rijden van de RER A. Per treinstel kunnen 1337 mensen worden vervoerd.
De Z22500 treinstellen zijn bi-courant: Ze kunnen rijden op 1,5 kV gelijkspanning en 25 kV-50 Hz wisselspanning  De gelijkspanning-installatie is niet nodig in reizigersdienst, aangezien het hele traject van de RER E geëlektrificeerd is op 25 kV-50 Hz wisselspanning. De gelijkspanning-installatie wordt wel gebruikt op de onderhoudsdepots, die ook gebruikt worden door mono-courant materieel.

## Diensten
De treinstellen worden op de volgende diensten ingezet:
| Lijn  | Diensten      |
| ----- | ------------- |
| RER E | Alle diensten |

## Galerij

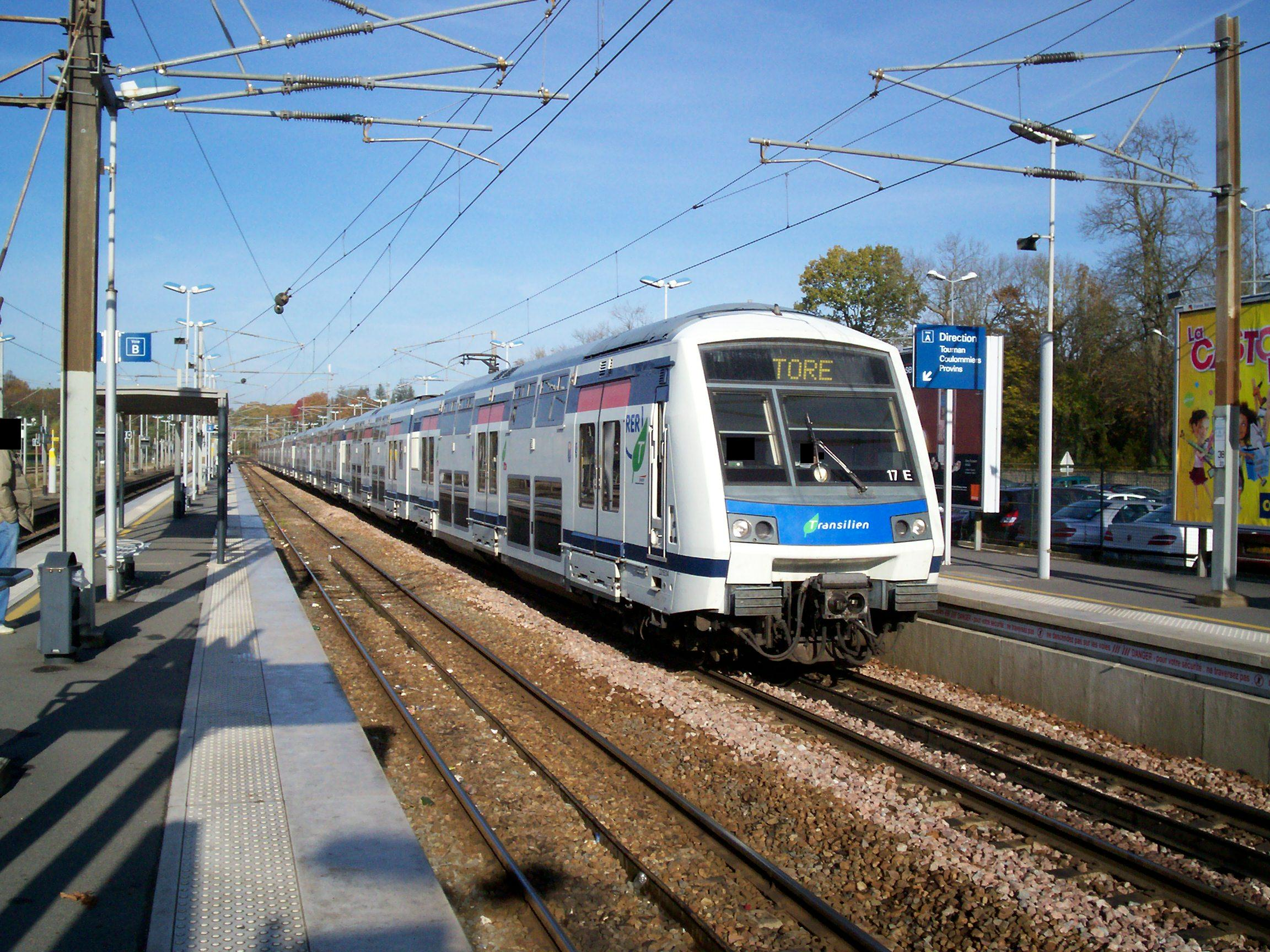
Treinstel 17 E in Gretz-Armainvilliers
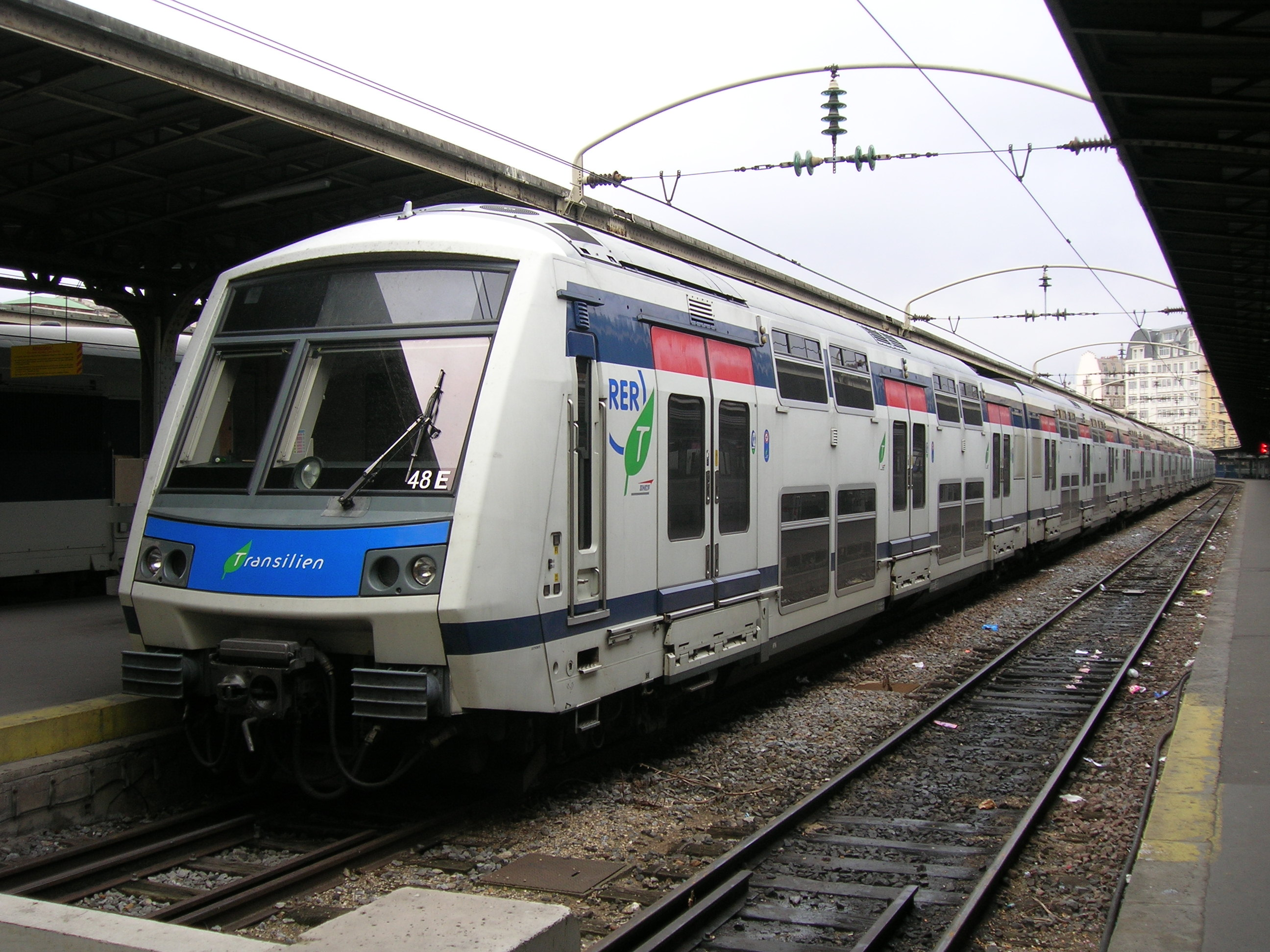
Z22500 materieel komt alleen bij speciale gelegenheden op Paris Gare de l'Est.
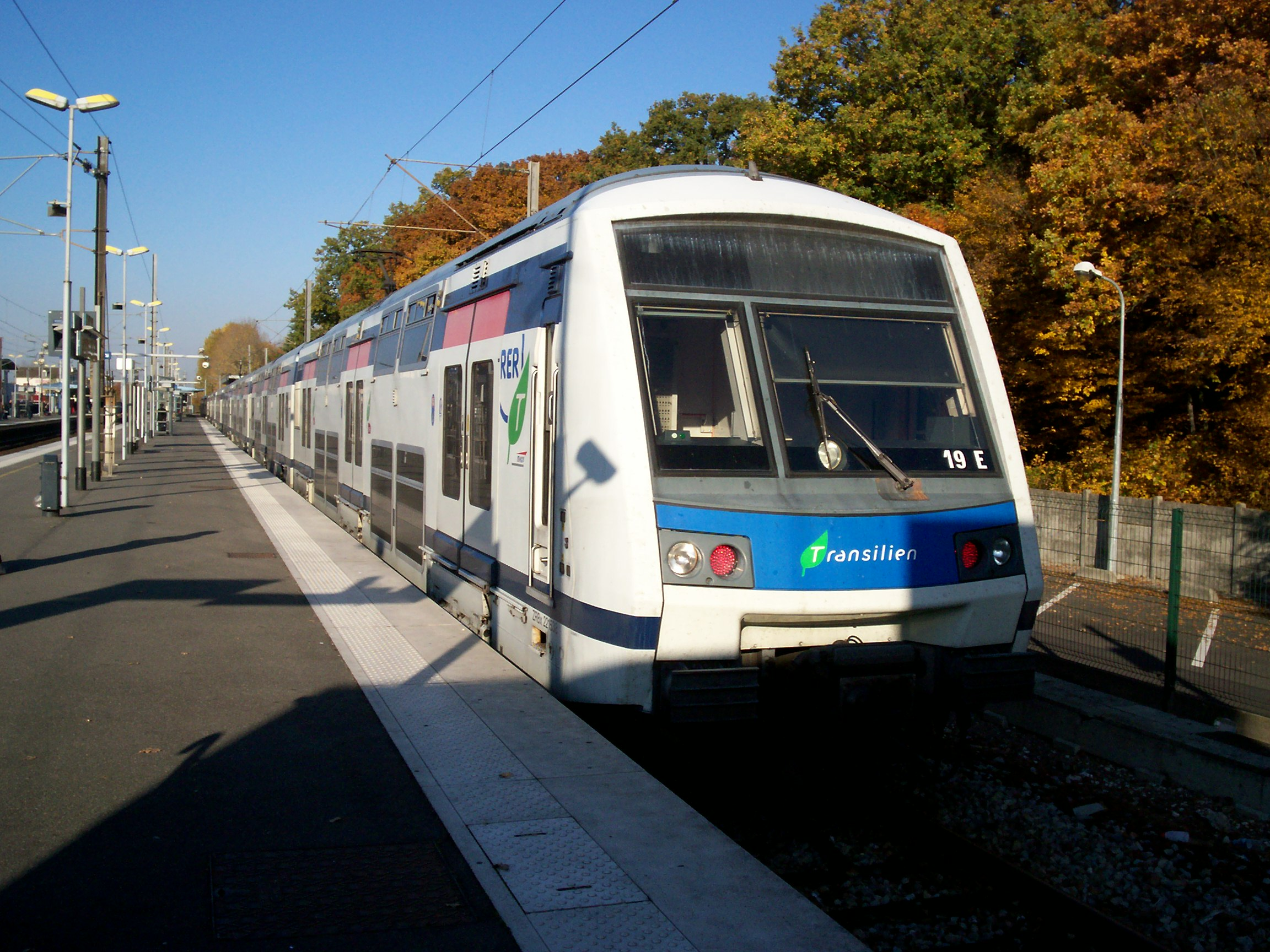
Op station Émerainville - Pontault-Combault
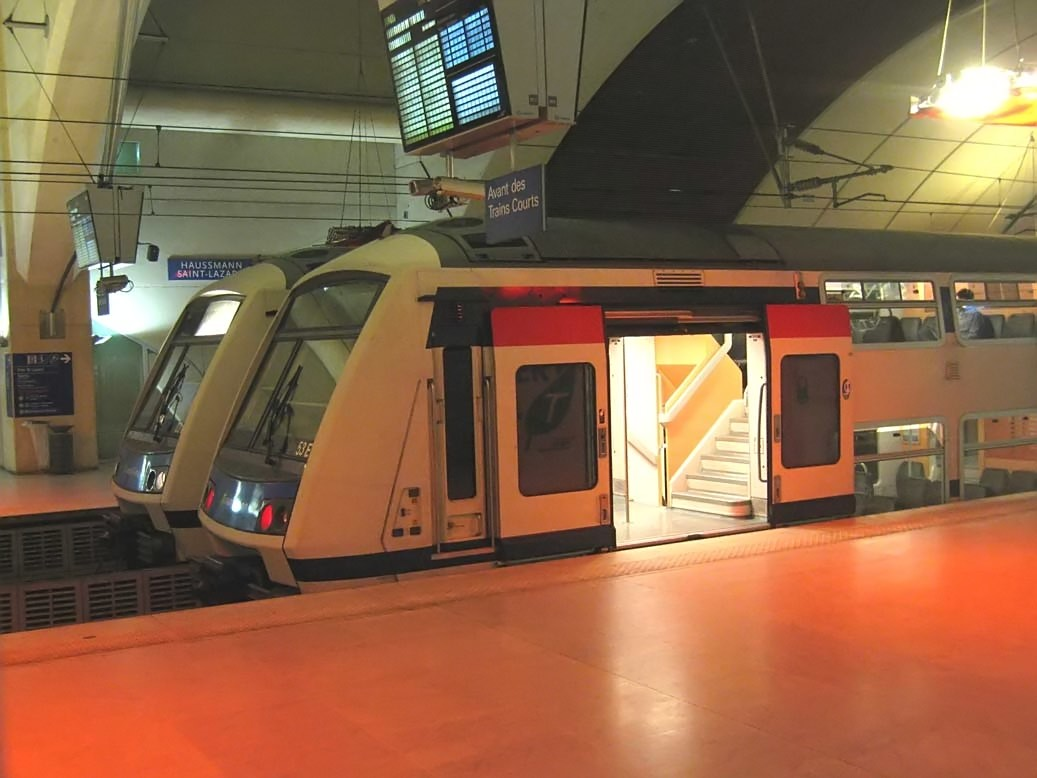
Op Station Haussmann Saint-Lazare